# Atletisme als Jocs Olímpics d'Estiu de 1932 - llançament de javelina femení
El llançament de javelina femení va ser una de les proves del programa d'atletisme disputades durant els Jocs Olímpics d'Estiu de Los Angeles de 1932. La prova es va disputar el 31 de juliol de 1932 i hi van prendre part 8 atletes de 4 nacions diferents. Es permetia un màxim de tres atletes per país. Aquesta va ser la primera vegada que es va disputar aquesta prova en uns Jocs. La competició fou guanyada per Babe Didrikson.

## Medallistes
| Or                   | Plata                  | Bronze                |
| Babe Didrikson (USA) | Ellen Braumüller (GER) | Tilly Fleischer (GER) |

## Rècords
Aquests eren els rècords del món i olímpic que hi havia abans de la celebració dels Jocs Olímpics de 1932.
| Rècord del Món | 46,745 m | Nan Gindele | Chicago (USA) | 18 de juny de 1932 |
| Rècord Olímpic |          |             |               |                    |

Babe Didrikson va establir el primer rècord olímpic d'aquesta competició en ser-ne la primera vencedora.

## Horari
| Data                          | Hora  | Ronda |
| ----------------------------- | ----- | ----- |
| diumenge 31 de juliol de 1932 | 17:30 | Final |

## Resultats
| Pos. | Atleta           | Nació        | Distància | Notes |
| ---- | ---------------- | ------------ | --------- | ----- |
| 1    | Babe Didrikson   | Estats Units | 43.69     | RO    |
| 2    | Ellen Braumüller | Alemanya     | 43.50     |       |
| 3    | Tilly Fleischer  | Alemanya     | 43.01     |       |
| 4    | Masako Shinpo    | Japó         | 39.08     |       |
| 5    | Nan Gindele      | Estats Units | 37.95     |       |
| 6    | Gloria Russell   | Estats Units | 36.74     |       |
| 7    | María Uribe      | Mèxic        | 33.66     |       |
| 8    | Mitsue Ishizu    | Japó         | 30.81     |       |

Clau: RO = Rècord olímpic